# Österreichisches Kohlröschen
Das Österreichische Kohlröschen (Nigritella nigra subsp. austriaca Teppner & E.Klein, Syn.: Gymnadenia austriaca (Teppner & E.Klein) P.Delforge) gehört zur Gattung Kohlröschen (Nigritella) in der Familie der Orchideen (Orchidaceae). Die große Bekanntheit durch den intensiven Vanillegeruch spiegelt sich in ihren vielen Volksnamen wider, z. B. Schwärzlein, Brändele, Brunelle, Blutrösli, Blutströpfli, Mohrenköpfli, Schokoladenblümli, Vanilleblümli.

## Systematik
Botanisch gesehen gehört diese Art in eine Artengruppe um Nigritella nigra, wobei hier das Österreichische Kohlröschen (Nigritella austriaca, bzw. nigra subsp. austriaca) behandelt wird. In der Gattung Gymnadenia hat es den Namen Gymnadenia austriaca (Teppner & E. Klein) P. Delforge. Die Nominat-Sippe Nigritella nigra subsp. nigra kommt nur in Mittel-Schweden sowie Mittel- und Nord-Norwegen vor. 

## Beschreibung
Die ausdauernde krautige Pflanze erreicht Wuchshöhen von 8 bis 27 cm.
Der Blütenstand ist zur Vollblüte etwas breiter als hoch. Die Blütenhüllblätter sind dunkel-rotbraun bis dunkel-braunrot, am Grund etwas heller.
Die Blütezeit ist Juni bis August (8 bis 10 Tage vor der Blütezeit von Nigritella nigra subsp. rhellicani)
Die Chromosomenzahl beträgt 2n = 80.

## Vorkommen
Das Verbreitungsgebiet reicht von Mitteleuropa bis zu den Pyrenäen und umfasst auch die Karpaten. Die Art hat Vorkommen in Spanien, Frankreich, Deutschland, Österreich und in Italien. Die Gesamtverbreitung ist noch nicht abschließend geklärt durch die schwierige Unterscheidung zum Gewöhnlichen Kohlröschen.
In Österreich ist diese Art in der Steiermark, in Kärnten, Osttirol und Niederösterreich verbreitet. In Deutschland kommt sie in den Allgäuer und Berchtesgadner Alpen vor. Die Art ist in Deutschland durch die BArtSchV besonders geschützt.
Als Standort werden Kalkmagerrasen bevorzugt.

## Besonderheiten
Wie alle Arten der Gattung Kohlröschen duftet die Pflanze intensiv nach Vanille. Sie ist gefährdet durch Pflücken und Ausbringen von Kunstdünger.
Diese Art ist tetraploid; das heißt, es hat einen vierfachen Chromosomensatz. Die Samenbildung erfolgt ungeschlechtlich.

## Taxonomie
Das Österreichische Kohlröschen wurde 1990 von Herwig Teppner und Erich Klein als Nigritella nigra subsp. austriaca Teppner & E. Klein in Phyton (Horn) Band 31, Seite 17 erstbeschrieben. Pierre Delforge stellte sie 1991 als Art Nigritella austriaca (Teppner & E. Klein) P. Delforge in Naturalistes Belges. Bulletin Mensuel Band 72, Seite 100 auf. In der Gattung Gymnadenia hat sie als Art den Namen Gymnadenia austriaca (Teppner & E. Klein) P. Delforge.